# Liste des dirigeants des régions et des comtés irlandais
 (novembre 2018).
Si vous disposez d'ouvrages ou d'articles de référence ou si vous connaissez des sites web de qualité traitant du thème abordé ici, merci de compléter l'article en donnant les références utiles à sa vérifiabilité et en les liant à la section « Notes et références ».
 (août 2023).
Cette page dresse la liste des dirigeants des trois assemblées régionales et des 31 comtés administratifs de la république d’Irlande. Par rapport aux 26 comtés originels, le comté de Dublin a été divisé en trois (Dublin-Sud, Fingal et Dun Laoghaire-Rathdown) (en 1994) et les villes de Cork, Dublin et Galway, ayant un statut de cités (cities), sont gérées séparément de leur comté.

## Présidents des assemblées régionales
| Région              | Nom                | Depuis (le)  |
| ------------------- | ------------------ | ------------ |
| Northern & Western  | Seamus O’Domhnaill | Janvier 2015 |
| Eastern and Midland | Gerry Horkan       | Janvier 2015 |
| Southern            | Kevin O’Keeffe     | Janvier 2015 |

## Dirigeants des comtés
| Comté                  | Titre                         | Nom                | Depuis (le)  |
| ---------------------- | ----------------------------- | ------------------ | ------------ |
| Carlow                 | Cathaoirleach                 | Fergal Browne      | 2014         |
| Cavan                  | Cathaoirleach                 | Shane O’Reilly     | 6 juin 2014  |
| Clare                  | Cathaoirleach                 | John Crowe         | 6 juin 2014  |
| Cork                   | Maire                         | Alan Coleman       | Juin 2014    |
| Cork-Ville             | Lord Mayor                    | Mary Shields       | 2014         |
| Donegal                | Maire                         | Ciaran Brogan      | 15 juin 2015 |
| Dublin                 | Lord Mayor                    | Críona Ní Dhálaigh | Juin 2015    |
| Dublin-Sud             | Maire                         | Fintan Warfield    | Juin 2014    |
| Dun Laoghaire-Rathdown | Cathaoirleach                 | Marie Baker        | 2014         |
| Fingal                 | Maire                         | Mags Murray        | 6 juin 2014  |
| Galway                 | Cathaoirleach                 | Mary Hoade         | 6 juin 2014  |
| Galway-Ville           | Maire                         | Donal Lyons        | 2014         |
| Kerry                  | Maire                         | Pat McCarthy       | 22 juin 2015 |
| Kildare                | Cathaoirleach                 | Fiona O’Loughlin   | Juin 2014    |
| Kilkenny               | Cathaoirleach                 | Pat Millea         | 6 juin 2014  |
| Laois                  | Cathaoirleach                 | John Joe Fennelly  | Juin 2014    |
| Leitrim                | Cathaoirleach                 | Paddy O’Rourke     | 6 juin 2014  |
| Limerick               | Maire de la ville et du comté | Kevin Sheahan      | 6 juin 2014  |
| Longford               | Maire                         | Mark Casey         | 2014         |
| Louth                  | Cathaoirleach                 | Oliver Tully       | Juin 2014    |
| Mayo                   | Cathaoirleach                 | Damien Ryan        | 6 juin 2014  |
| Meath                  | Cathaoirleach                 | Jim Holloway       | Juin 2014    |
| Monaghan               | Cathaoirleach                 | Sean Conlon        | 2014         |
| Offaly                 | Cathaoirleach                 | Sinéad Dooley      | Juin 2014    |
| Roscommon              | Cathaoirleach                 | John Cummins       | 6 juin 2014  |
| Sligo                  | Cathaoirleach                 | Joe Queenan        | 6 juin 2014  |
| Tipperary              | Cathaoirleach                 | Michael Fitzgerald | 6 juin 2014  |
| Waterford              | Cathaoirleach                 | James Tobin        | Juin 2014    |
| Westmeath              | Cathaoirleach                 | Paddy Hill         | Juin 2014    |
| Wexford                | Président du conseil          | Malcolm Byrne      | 6 juin 2014  |
| Wicklow                | Cathaoirleach                 | Christopher Fox    | 6 juin 2014  |

## Note(s)
1. ↑  Précédemment président de l’assemblée régionale Border, Midland and Western (BMW).
2. ↑  (en) « Former Dignitaries from Ireland » (consulté le 23 janvier 2024)
3. ↑  Précédemment de 2001 à 2002.
4. ↑  Comté issu de la fusion des comtés administratifs de Limerick et de Limerick-Ville en juin 2014.
5. ↑  « Cathaoirleach » jusqu’au 24 novembre 2014. Les conseils de la ville de Limerick et du comté de Limerick ont fusionné en juin 2014.
6. ↑  Les comtés administratifs de Tipperary-Nord et de Tipperary-Sud ont fusionné le 3 juin 2014.
7. ↑  Précédemment cathaoirleach de Tipperary-Sud à trois reprises.
8. ↑  Comté issu de la fusion des comtés administratifs de Waterford et de Waterford-Ville le 1er juin 2014.